# 阿賀 (呉市)

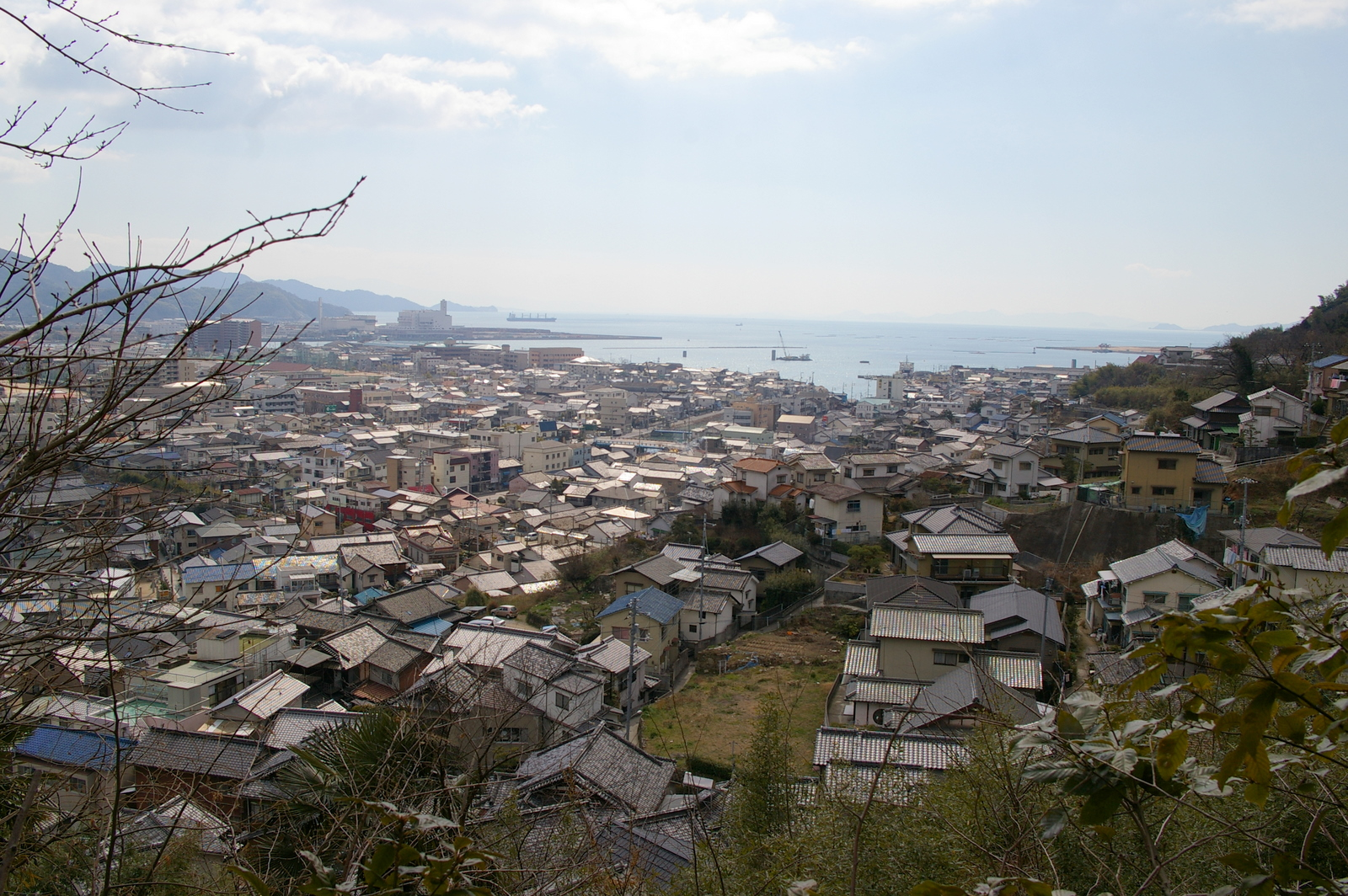
北側からの眺望

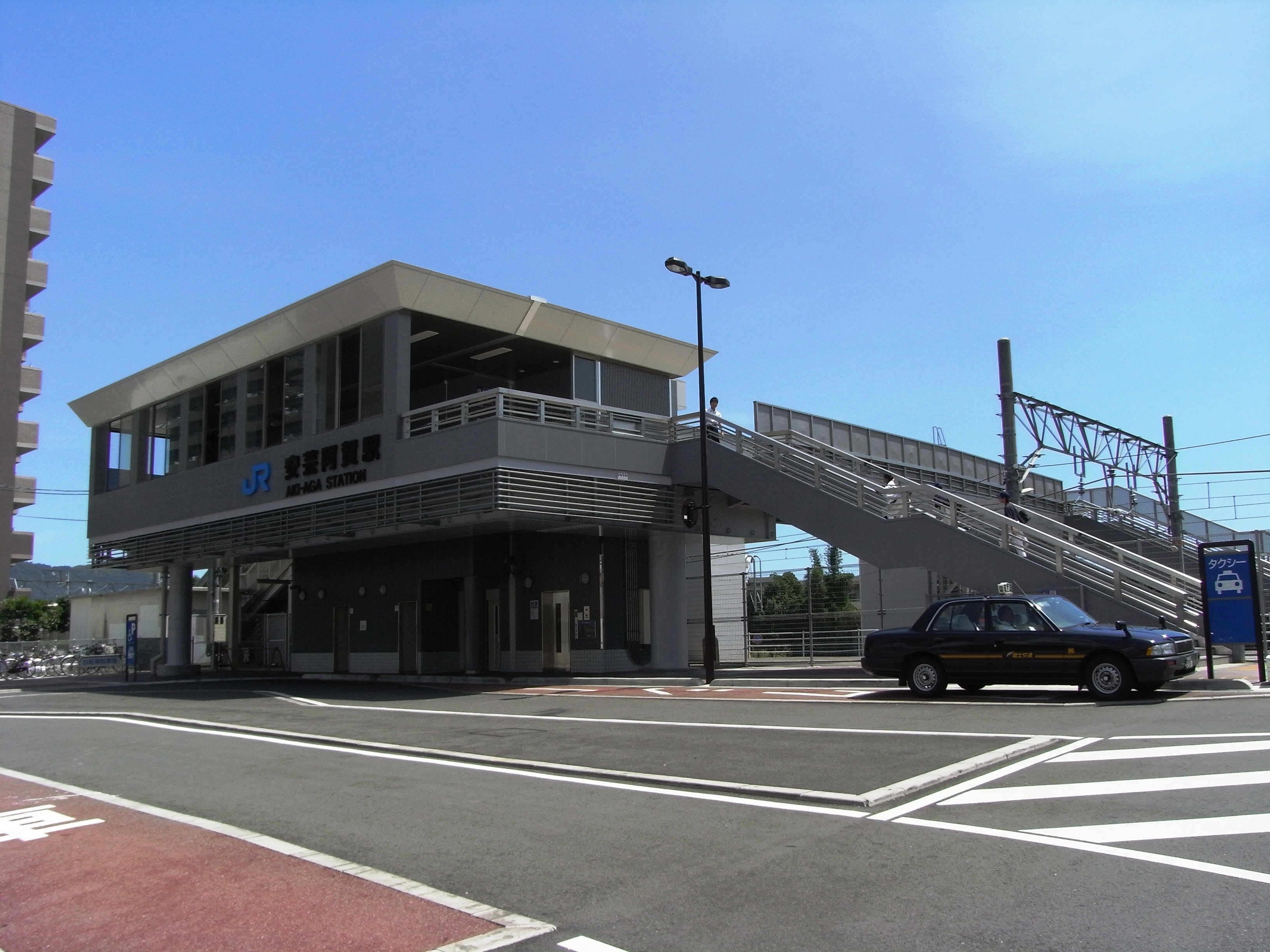
安芸阿賀駅

阿賀（あが）は、広島県呉市の一地区。本項では同地域にかつて所在した賀茂郡阿賀村（あがむら）・阿賀町（あがちょう）についても述べる。

## 概要
呉市の中心部から休山をはさんで東側に位置する。

## 歴史

### 古代・中世・近世
- 1046年 - 1052年（永正年間） - 源盛勝が神殿を神達の峯に建立し神達八幡宮と称する。後の神田神社。
- 1111年（天永3年）5月 - 安芸郡加賀浦の神経山に勧請して神殿を建て神田八幡と称し氏神とする。
- 1451年（宝徳3年） - 禅宗寂成寺を越畑の地より郷に移し真宗に改め宝徳寺と称する。
- 1554年（天文23年） - 檜垣肥前守が阿賀の地を領す[1]。
- 1562年（永禄5年）6月 - 神達八幡宮を神立加賀須山に奉納し社殿を再建する。
- 1573年 - 1591年（天正年間） - 禅宗積蔵寺開基（法幢寺の前身）。
- 1590年（天正18年） - 禅宗の積蔵寺が真宗に改宗し、後に称名寺と称する[1]。
- 1603年（慶長8年） - 本山本願寺より宝徳寺の寺号を免許される。
- 1608年（慶長13年） - 本山本願寺より称名寺の寺号を免許される。
- 1624年（寛永元年）4月 - 松尾明神建立する[1]。
- 1629年（寛永6年） - 天台宗大空山浄正寺僧善知真宗に改め西光寺と本山より免許される。
- 1630年（寛永7年） - 中町に社を建てて胡子神社と称する[1]。
- 1636年（寛永13年） - 松尾惣平が現在地に冠崎神社を建立して祀る[1]。
- 1649年（慶安2年） - 2月19日の地震により阿賀村の人家850戸の内大半が被災[1]。
- 1654年（承応3年） - 幕府が情島を牧場として馬を放ち番人を置く。これが情島住民の始めとなる
- 1669年（寛文9年） - 神田八幡宮が重ねて修築する（棟札がある）。
- 1804年 - 1807年（文化年間） - 松尾明神社を東浜から小倉新開に移転する。
- 1818年 - 1829年（文政年間） - 東浜海岸近くに山肌をくり貫いた岩風呂が既に繁盛していた。
- 1671年（寛文11年） - 新開を築調する（四反歩）。
- 1694年（元禄7年） - 石風呂新開を築調する（九反六畝）。
- 1710年（宝永7年） - 厳島祭礼の漕船を出す。璽後毎年これを行うようになった。
- 1721年（享保6年） - 積蔵寺僧泰順真宗に帰し法幢寺と称する。
- 1724年（享保9年） - 神田八幡宮本殿が再建する。
- 1729年（享保14年）3月11日 - 称名寺の寺号を許可され、本尊阿弥陀如来像を下賜される。
- 1737年（元文2年） - 宝徳寺が大鐘を鋳造する。称名寺が大鐘を鋳造する。
- 1745年（延享2年） - 西光寺が大鐘を鋳造する。
- 1763年（宝暦13年） - 延崎埠頭が築調される。
- 1774年（安永3年） - 西光寺が炎焼する。
- 1778年（安永7年） - 神田八幡宮拝殿が再建する。
- 1780年（安永9年）法幢寺が炎焼する。
- 1787年（天明7年） - 俳諧唫を神田神社に奉納する。
- 1792年（寛政4年） - 西光寺本堂が再建する。
- 1806年（文化3年） - 沿海測量のため幕府測量師伊能勘解由（忠敬）が入村する。
- 1807年（文化4年） - 宝徳寺本堂が再建する。

### 近代・現代
- 1889年（明治22年）4月1日 - 町村制の施行により、賀茂郡阿賀村が単独で自治体を形成。
- 1897年（明治30年）5月1日 - 阿賀村が町制施行して阿賀町となる。
- 1900年（明治33年）5月 - 阿賀〜広〜郷原県道が開通する。
- 1903年（明治36年） - 大入冠崎校舎が新築される。大空山に元陸軍の砲台が据えられ砲台山と呼称する。
- 1905年（明治38年） - 阿賀郵便局で電信業務が開始される。
- 1908年（明治41年） - 疱瘡大いに流行し隔離病棟が増築する。
- 1910年（明治43年） - 大入冠崎小学校を新埋立地に移転する。中国電気株式会社発電所を設置。この年より町内に電灯が灯り始める。
- 1912年（明治45年） - 中国電気株式会社発電所を設置。この年より町内に電灯が灯り始める。
- 1918年（大正7年）
  - 4月30日 - 尋常高等学校校舎建築する。
  - 8月13日 - 阿賀に米騒動が起きる。
- 1922年（大正11年）
  - 2月 - 阿賀図書館が開館する。
  - 4月 - 阿賀尋常小学校々舎増築する。
- 1927年（昭和2年） - 芸南電気軌道株式会社（後の呉市電）経営の呉〜阿賀間路面電車が開通する。呉越電停までは複線で、小倉の鼻電停まで単線。
- 1928年（昭和3年）4月1日 - 阿賀町が呉市に編入。
- 1930年8月20日 - 阿賀と広海軍工廠間を結ぶ従業員輸送船が130人を乗せたまま転覆。死者4人[2]。
- 1931年（昭和6年）11月 - 簡易水道が敷設される。
- 1933年（昭和8年）
  - 6月7日 - 国鉄休山トンネル貫通。
  - 11月11日 - 阿賀築港起工式。
- 1935年（昭和10年） - 国鉄三呉線開通により阿賀駅開設する。
- 1937年（昭和12年）5月5日 - 現在の株式会社ディスコが工業用砥石メーカーの「第一製砥所」として創業する。
- 1940年（昭和15年） - 呉市営水道敷設する。
- 1947年（昭和22年） - 阿賀新制中学校（呉市立阿賀中学校）を沖田町元海軍工員宿舎跡阿賀支所に設置する。
- 1948年（昭和23年） - 広島医科大学を町内の元海軍共済病院跡（東浜）に移転する。呉市立阿賀中学校を小倉新開に移転する。
- 1950年（昭和25年） - 先小倉遊園地、豊栄新開の大川沿いに開設する。
- 1952年（昭和27年）4月11日 - 正式に県立から広島医科大学に昇格する。
- 1953年（昭和28年）4月1日 - 大冠中学校として独立スタート。情島電化設備竣工。
- 1955年（昭和30年）10月3日 - 以降台風23号により小倉新開中土手決潰する。これにより、先小倉遊園地廃止となる。
- 1957年（昭和32年）2月6日 - 小倉新開に置かれていた広島医科大学医学事務部と基礎医学教室が広島市に移転する。
- 1959年（昭和34年）5月8日 - 広島県立呉豊栄高等学校開校。
- 1964年（昭和39年）3月1日 - 阿賀〜堀江間フェリーが就航。国立呉工業高等専門学校開校。
- 1967年（昭和42年）12月17日 - 呉市電廃止により阿賀町圏内を走る路線も廃止される。
- 1969年（昭和44年）
  - 阿賀村時代からの古文書を文化財として指定する（呉市教育委員会）。
  - 6月21日〜11月25日 - 路面電車（呉市電）軌道撤去工事（呉越〜郷一区）。
- 1970年（昭和45年）
  - 7月8日 - 翌年2月末まで路面電車軌道撤去工事（呉郷〜広大橋）。
  - 10月1日 - 国鉄呉線（今のJR呉線）電化完成し電車開通。
  - 12月20日 - 豊栄〜町田線立体交叉通り初め式が行われる。
- 1971年（昭和46年）10月1日 - 豊栄交通公園開園。ゴーカートが人気を集める。
- 1973年（昭和48年）7月1日 - 阿賀地区に住居表示制度実施（町名変更）。
- 1977年（昭和52年）
  - 7月23日 - 大入老人集会所落成。
  - 10月23日 - 阿賀小学校百周年記念。
- 1979年（昭和54年）10月3日 - 情島に電話開通。大冠中学校校舎落成。
- 1980年（昭和55年）7月9日 - 大空山公園展望台竣工の記念碑建立式が行われる。阿賀集会所開所式が行われる。
- 1983年（昭和58年）4月1日 - 情島中学校廃校。大冠中学校と統合する。
- 1984年（昭和59年） - 大谷橋架替えされる。

## 経済

### 産業
農業
『大日本篤農家名鑑』によれば、阿賀町の篤農家は、「河越彦右衛門、石丸恆一、中津健造、三好惟孝、森澤近松」などがいた。
電気
才賀藤吉が1910年（明治43年）5月に事業許可をうけると10月に中国電気を設立。
阿賀町に発電所（瓦斯力、出力39kw）を建設し1912年（明治45年）1月に事業を開始した。1916年（大正5年）3月芸備電気に合併。

### 地主
阿賀町の多川萬助は大地主である。

## 交通

### 鉄道
- 西日本旅客鉄道
  - 呉線
    - 安芸阿賀駅

### 道路
- 国道185号
- 広島県道66号呉環状線
- 阿賀インターチェンジ（東広島呉道）

## 施設
- 阿賀港
- 呉市役所阿賀支所
- 呉市立阿賀公民館

文教施設
- 呉大学阿賀キャンパス
- 国立呉工業高等専門学校
- 広島県立呉工業高等学校
- 呉市立呉高等学校
- 広島県立呉南特別支援学校
- 呉市立阿賀中学校
- 呉市立阿賀小学校

## 名所・旧跡・観光スポット・祭事・催事

### 宮島の管弦祭
安芸の宮島の管絃祭が旧暦の6月17日に行われている。1710年に管絃船が 地御前神社（廿日市市地御前）から宮島の神社に帰る際に暴風雨によって船が転覆寸前になったところ、阿賀村の「岡野喜右衛門」の船と江波村（現・広島市中区江波地区）の「古川屋伝蔵」が 管絃船を救助したことから、それ以来、阿賀と江波の両村が宮島の管絃船を曳航して祭りが行われるようになった。

## 出身・ゆかりのある人物
- 多川静志（桜井化学興業専務）
- 多川萬助（多川銀行頭取、資産家、大地主、広島多額納税者）
- 波谷守之（ヤクザ）
- 延江大輔（元プロ野球選手）
- 宮脇靖知（広島テレビアナウンサー）